# Амитан, Вениамин Наумович
Вениамин Наумович Амитан (укр. Амітан Веніамін Наумович; 16 июня 1933, Сталино, СССР — 14 июля 2005, Донецк) — советский, украинский учёный, специалист по разработке и внедрению в народном хозяйстве АСУ — автоматизированных систем управления.

## Биография
Учился в мужской школе № 9, которую окончил с золотой медалью.
Учился в Донецком индустриальном институте имени Н. С. Хрущёва на специальности «Горное машиностроение». После окончания института работал на машиностроительный заводе имени 15-летия ЛКСМУ. Конструировал на заводе технологическую оснастку, вскоре его повысили до инженера отдела технической информации и изобретательства, вскоре Амитан стал начальником отдела.
В 1962 году по приказу главы завода Амитан создал центральную заводскую лабораторию.
В 1968 году руководил созданием автоматизированной системы управления предприятия тяжёлого машиностроения. За эту работу был награждён золотой медалью ВДНХ СССР.
В 1970 году защитил кандидатскую диссертацию.
В 1971 году В. Н. Амитан в Донецком государственном университете возглавил кафедру «Экономическая кибернетика», в дальнейшем создал вычислительный центр.
За написанное им учебное пособие «Основы создания автоматизированных систем управления», изданное в 1974 году, получил бронзовую медаль ВДНХ СССР.
В 1977 году В. Н. Амитан создал отдел № 62, который стал Донецким комплексным отделом научно-производственного объединения «Горсистемотехника».
С 1985 года Амитан сформировал команду единомышленников, которые под его руководством к началу 1990-х годов создали и внедрили АСУ, охватывавшую всю Донецкую область. Этот коллективный труд был отмечен награждением Донецкой области в целом серебряной медалью ВДНХ СССР.
В 1990 году защитил докторскую диссертацию на соискание учёной степени доктора экономических наук.
Начиная с 1992 года, работал генеральным директором совместного советско-германского предприятия «Интеркомпьютер» и первым вице-президентом АОЗТ Донецкое акционерное научно-коммерческое общество «Данко».
В 1992 году участвовал в создании в Киеве всеукраинской общественной организации «Академия технологических наук Украины». На общем собрании учредителей был избран первым вице-президентом АТНУ. В 1994 году В. Н. Амитан в Донецке учредил Донецкое региональное отделение Академии технологических наук Украины. Был утверждён его председателем и возглавлял до 14.07.2005 года. ДРО АТН" состояло из персональных членов (30 чел.) и более пятидесяти коллективных членов — предприятий и организаций. В 2004—2005 годах ДРО АТНУ выпустило 4 номера всеукраинского научно-практического журнала «Энергия инноваций».
В последние годы тяжело болел хроническими болезнями — диабетом, артериальной гипертензией и потерей зрения. Умер 14 июля 2005 года в донецкой больнице «ОЦКБ». Преемниками на его должности председателя ДРО АТНУ в 2005—2012 годах были: его заместитель Киклевич Юрий Николаевич, кандидат технических наук; Филатов Дмитрий Евгеньевич, его личный помощник.
Жена — Дина Алексеевна, сын Геннадий, внуки Александр и Алексей.
Автор и соавтор более 230 научных трудов.

## Награды
- В 1984 году Вениамин Амитан награждён медалью «Ветеран труда»[3][4].
- В 2000 году награждён орденом «Святой Софии»[3][4].
- В 2001 году В. Н. Амитан награждён орденом «Сократа» Международной ассамблеи деловых кругов за вклад в развитие интеллектуального общества[3][4].
- В 2002 году награждён орденом «Почёта» Международной кадровой академии и медалью «Академика В. М. Глушкова»[3][4].
- В 2004 году присвоено почётное звание Заслуженный деятель науки и техники Украины.

## Основные работы
1. Амитан В. Н. Основы создания автоматизированных систем управления. — 1974. — 162 с.
2. Амитан В. Н., Майорский С. Ш. Автоматизированная система управления машиностроительным предприятием АСУ «Донецк». — М.: Статистика, 1974. — 152 с.
3. Амитан В. Н. Автоматизированные системы управления в народном хозяйстве. — Киев-Донецк: Вища школа, 1982. — 208 с.
4. Янукович В. Ф., Амитан В. Н. Донецкий регион: промышленный и интеллектуальный потенциал Донбасса взгляд в будущее. — Донецк, 1999. — 120 с.
5. Смирнов А. Н., Пилюшенко В. Л., Момот С. В., Амитан В. Н. Затвердевание металлического расплава при внешних воздействиях. — Донецк: ВИК, 2002. — 169 с. — ISBN 966-7917-06-1.
6. Амитан В. Н., Киклевич Ю. Н., Филатов Д. Е. Инновационное развитие Донецкого региона: состояние и перспективы. — Донецк: «Юго-восток», 2002. — 182 с.
7. Амитан В. Н., Зорина Е. Ю., Лукьянченко А. А. Город: проблемы демократических и рыночных трансформаций. — Донецк: «Юго-восток», 2001. — 217 с.
8. Амитан В. Н., Финагин В. В., Лукьянченко А. А. и др. Социально-экономическое развитие городов промышленного региона. — Донецк: «Юго-восток», 2002. — 254 с.
9. Амитан В. Н., Лукьянченко А. А., Денисов Ю. Д. и др. Городские системы промышленного региона (теория и практика развития). — Донецк: «Юго-восток», 2004. — 348 с.
10. Ларина Р. Р., Пилюшенко В. Л., Амитан В. Н. Логистика в управлении организационно-экономическими системами. — Донецк: ВИК, 2003. — 239 с.
11. Чацкис Е. Д., Амитан В. Н., Лысюк А. Н., Новикова Г. А., Рассулова Н. В. Справочник бухгалтерских записей. — Донецк, 1995. — 162 с.
12. Савельев Л. А., Амитан В. Н., Яркова Н. И. и др. Корпорации: настоящее и будущее (экономико-правовые проблемы). — Донецк: «Юго-восток», 2004. — 418 с.
13. Ларина Р. Р., Пилюшенко В. Л., Амитан В. Н. Логистика в управлении организационно-экономическими системами. — Донецк: ВИК, 2003. — 239 с.
14. Амитан В. Н., Ларина Р. Р., Рибас Ю. Ю. Формирование региональной таможенной логистической системы НАН Украины. — Донецк: «Юго-восток», 2003. — 64 с.
15. Социально-экономическое развитие городов промышленного региона. Науч. ред. В. Н. Амитан. — Донецк: «Юго-восток», 2002. — 252 с.
16. Лукьянченко А. А. Трансформация градообслуживающей системы (теория и практика). Науч. ред. В. Н. Амитан. — Донецк: «Юго-восток», 2004. — 237 с.
17. Шутов М. М. Экономические основы рыночного здравоохранения. Науч. ред. В. Н. Амитан. — Донецк: ВИК, 2002. — 294 с.
18. Кавыршина В. А., Трубчанин В. В. Реструктуризация хозяйственного комплекса промышленного региона. Науч. ред. В. Н. Амитан. — Донецк: «Юго-восток», 2003. — 100 с.
19. Проблемы повышения эффективности функционирования предприятий различных форм собственности. Сб. науч. трудов. Под ред. В. Н. Амитана. — Донецк, Изд-во ИЭП НАН Украины, 2000. — 114 с.
20. А. А. Лукьянченко, В. Н. Амитан. Концепция формирования местных бюджетов на основе принципа распределения полномочий. — Донецк: «Юго-восток», 1999.
21. Статья. Амитан В. Н. «На ветру перемен» // опубликовано — Всеукраинский научно-практический Журнал «Энергия инноваций» номер 1, 2004 год, с. 24, количество экземпляров 7700 шт. Главный редактор С. Чёрная, шеф-редактор Н. Карабанов, руководитель проекта Киклевич Ю. Н., ответственный по внешним связям Филатов Д. Е., Web поддержка журнала Дартунц А. Г. г. Донецк